# Patrycja Balcerzak
Pour les articles homonymes, voir Balcerzak.
Patrycja Balcerzak est une footballeuse polonaise née le 1er janvier 1994. Elle évolue au poste de défenseur au SC Huelva depuis 2022, ainsi qu'en équipe de Pologne depuis 2011.

## Palmarès

### En club
- Championnat de Pologne :
  - Vainqueur : 2015, 2016, 2017.
- Coupe de Pologne :
  - Vainqueur : 2015, 2016, 2017.